# Советский (Луначарское сельское поселение)
Советский — посёлок в Урицком районе Орловской области России. Входит в состав Луначарского сельского поселения.

## География
Расположен в западной части региона

## История
В 1958 году Указом Президиума Верховного Совета РСФСР посёлок Ворошиловский переименован в посёлок Советский.

## Население
| 2002 | 2010 |
| ---- | ---- |
| 86   | ↗93  |

## Инфраструктура
Личное подсобное хозяйство.

## Транспорт
Доступен автомобильным и железнодорожным транспортом. Остановочный пункт 21 км (электричка Брянск-1-Орловский Орёл).